# こころざし塾
こころざし塾（こころざしじゅく）は、宮崎県延岡市にある、延岡市と宮崎県工業会県北地区部会が主宰する地域企業育成のための次世代リーダー育成塾。

## 概要
2006年から2007年にかけて、宮崎県工業会と延岡市工業振興課が手を組み、2007年3月に策定された延岡市工業振興ビジョンにおいて、次世代リーダーの育成と、経営者の意識や知識の向上等が重要な課題として取り上げられ、延岡市大手優良企業育成の為、延岡市と宮崎県工業会県北地区部会が主宰する事業として創設された。

## 設立趣旨
より豊かな地域（県北）を創るためには、地元企業の自立と結集による競争力の向上が不可欠であり、地域を担い、意欲的に牽引する起業家を育成し、多くの人材が輩出されることを目的とする。

## 主な活動
2014年1月に今後、人口減少による国内市場の縮小や経済のグローバル化が予想される中、中小企業も海外に目を向けて経営を行うことが必要との問題意識のもと急速な発展が期待されるミャンマー連邦共和国を訪問し、ミャンマー日本人材開発センター（MJC）の支援を受け、ミャンマーの企業経営者と交流、意見交換を行った。

## 入塾期
１期：塾生26名（2008年4月より2012年3月まで）
- 塾長　前旭化成延岡支社長　水永正憲
- 塾生　キヨモトテックイチ
- 塾生　清本鐵工
- 塾生　太陽工業
- 塾生　三井 (宮崎県)
- 塾生　吉玉精鍍

２期：塾生25名（2012年10月より2014年9月まで）
- 塾長　前旭化成延岡支社長　水永正憲
- 塾生　薫る坂
- 塾生　岸田電業
- 塾生　共立電機製作所
- 塾生　山崎産業 (宮崎県)

３期：塾生20名（2015年4月より2018年3月まで）
- 塾長　前旭化成延岡支社長　水永正憲
- 塾生　佐藤焼酎製造場
- 塾生　田口ファミリーファーム
- 塾生　ななせ
- 塾生　延岡信用金庫
- 塾生　松山塗料商事
- 塾生　めだかファミリーグループ
- 塾生　山口商会

４期：塾生18名（2019年4月現在）
- 塾長　前旭化成延岡支社長　水永正憲
- 塾生　有村鋼機商会
- 塾生　日髙勝三郎商店
- 塾生　加行建設

## 塾生の起業会社
- めだかファミリーグループ[6]

## 塾生企業の主な受賞内容
経済産業省地域未来牽引企業
- 共立電機製作所
- 清本鐵工
- 山崎産業 (宮崎県)
- 吉玉精鍍

宮崎県宮崎中小企業大賞
- キヨモトテックイチ[7]
- 吉玉精鍍[8]

宮崎県成長期待企業
- 山崎産業 (宮崎県)[9]

宮崎県未来成長企業
- 松山塗料商事
- 吉玉精鍍